# Caterine Ibargüen
Caterine Ibargüen Mena (Apartadó, 12 febbraio 1984) è una triplista, lunghista e altista colombiana.
Nel salto triplo, specialità di cui è stata primatista sudamericana, ha vinto la medaglia d'oro olimpica a Rio de Janeiro 2016 e l'argento a Londra 2012, l'oro mondiale a Mosca 2013 e Pechino 2015, l'argento a Londra 2017 e il bronzo a Taegu 2011 e Doha 2019.

## Biografia
All'inizio della sua carriera Caterine Ibargüen si cimenta prevalentemente nel salto in alto, con discreti risultati, vincendo un bronzo ai Giochi centramericani e caraibici nel 2002 e un argento, nella stessa manifestazione, nel 2006.

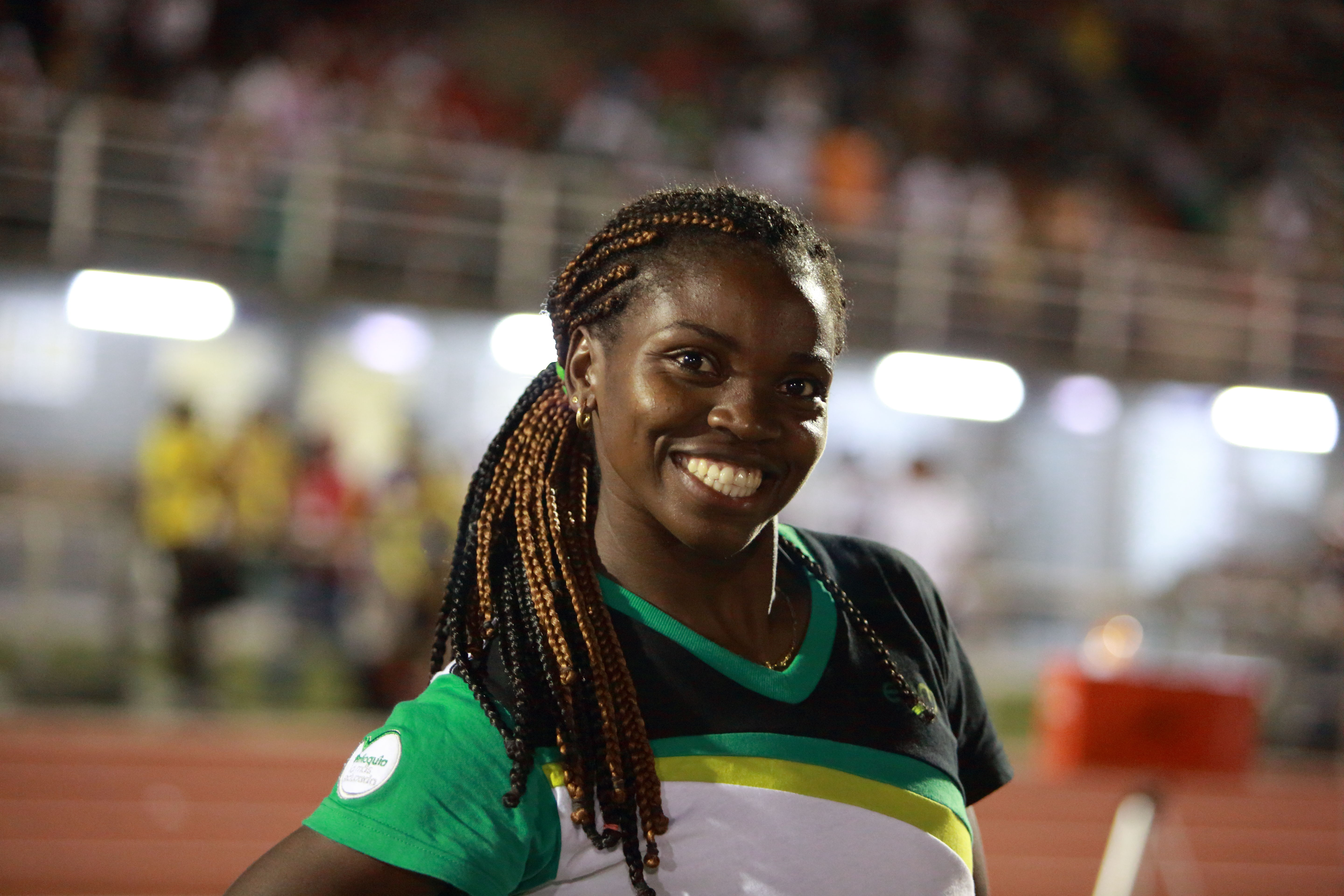
Caterine Ibargüen nel 2012

Sempre nel 2006 ai campionati sudamericani di atletica leggera vince 3 medaglie, di cui una d'oro sempre nel salto in alto e 2 d'argento nel salto in lungo e nel salto triplo.
Negli anni seguenti, pur continuando a gareggiare nel salto in alto e a vincere altri 2 ori in questa specialità agli stessi campionati sudamericani, ottiene importanti risultati anche nel lungo e soprattutto nel salto triplo, dove a cominciare dal 2010 inizierà a saltare costantemente oltre i 14 metri, fino ad arrivare a 14,99 m, record sudamericano timbrato il 13 agosto 2011 in occasione del Grand Prix Colombiano di Bogotà.
Il 1º settembre 2011 saltando 14,84 m si classifica terza ai Mondiali svoltisi a Taegu in Corea del Sud. Nel corso dello stesso anno ai Giochi panamericani di Guadalajara vince prima la medaglia di bronzo nel salto in lungo, saltando 6,63 m e limando il proprio record colombiano, poi vince la medaglia d'oro nel salto triplo con la misura di 14,92 m, a pochi centimetri dal proprio record continentale.
Nel 2012 ai Giochi olimpici di Londra conquista la medaglia d'argento alle spalle della kazaka Ol'ga Rypakova, con la misura di 14,80 m.
L'anno seguente, inizia la stagione con quattro successi consecutivi in Diamond League, ponendosi come obiettivo principale i Mondiali di Mosca, dove, saltando 14,85 m vince la prima medaglia d'oro in assoluto per la Colombia in un campionato mondiale, superando la russa Ekaterina Koneva di quattro centimetri.
Nel 2016 ottiene la vittoria più prestigiosa della sua carriera, vincendo l'oro nel salto triplo alle Olimpiadi di Rio de Janeiro
Il 4 dicembre 2018 viene premiata come atleta mondiale dell'anno dalla IAAF.

## Record nazionali

### Seniores
- Salto in alto indoor: 1,81 m ( Mosca, 11 marzo 2006)
- Salto in lungo: 6,73 m ( Bogotà, 30 giugno 2012)
- Salto triplo: 15,31 m ( Monaco, 18 luglio 2014)

## Palmarès

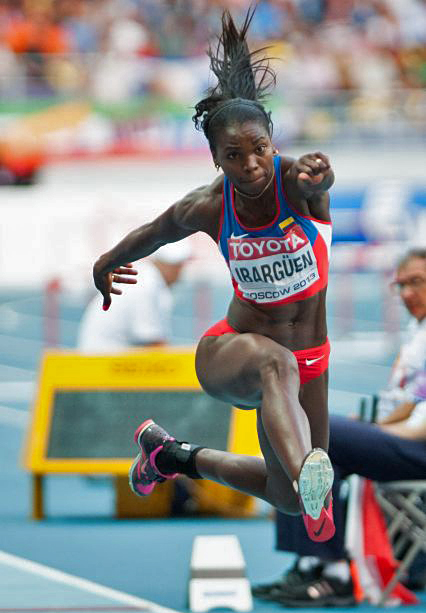
Caterine Ibargüen durante i Mondiali di

| Anno | Manifestazione             | Sede           | Evento         | Risultato | Prestazione | Note                                     |
| ---- | -------------------------- | -------------- | -------------- | --------- | ----------- | ---------------------------------------- |
| 1999 | Mondiali allievi           | Bydgoszcz      | Salto in alto  | 27ª (q)   | 1,65 m      |                                          |
| 1999 | Campionati sudamericani    | Bogotà         | Salto in alto  | Bronzo    | 1,76 m      |                                          |
| 2002 | Mondiali juniores          | Kingston       | Salto triplo   | 17ª (q)   | 12,69 m     |                                          |
| 2002 | Giochi CAC                 | San Salvador   | Salto in alto  | Bronzo    | 1,79 m      |                                          |
| 2002 | Giochi CAC                 | San Salvador   | Salto triplo   | Argento   | 13,17 m     |                                          |
| 2003 | Campionati sudamericani    | Barquisimeto   | Salto in alto  | 4ª        | 1,79 m      |                                          |
| 2003 | Campionati sudamericani    | Barquisimeto   | Salto in lungo | Argento   | 6,04 m      |                                          |
| 2003 | Campionati sudamericani    | Barquisimeto   | Salto triplo   | Bronzo    | 13,07 m     |                                          |
| 2004 | Campionati ibero-americani | Huelva         | Salto in alto  | Bronzo    | 1,88 m      |                                          |
| 2004 | Giochi olimpici            | Atene          | Salto in alto  | 30ª (q)   | 1,85 m      |                                          |
| 2005 | Campionati sudamericani    | Cali           | Salto in alto  | Oro       | 1,93 m      | Record dei campionati                    |
| 2005 | Campionati sudamericani    | Cali           | Salto in lungo | Bronzo    | 6,30 m      |                                          |
| 2005 | Campionati sudamericani    | Cali           | Salto triplo   | Bronzo    | 13,59 m     |                                          |
| 2005 | Mondiali                   | Helsinki       | Salto in alto  | 23ª (q)   | 1,84 m      |                                          |
| 2006 | Mondiali indoor            | Mosca          | Salto in alto  | 17ª (q)   | 1,81 m      | Record nazionale                         |
| 2006 | Giochi CAC                 | Cartagena      | Salto in alto  | Argento   | 1,88 m      |                                          |
| 2006 | Giochi CAC                 | Cartagena      | Salto in lungo | Argento   | 6,36 m      |                                          |
| 2006 | Campionati sudamericani    | Tunja          | Salto in alto  | Oro       | 1,90 m      |                                          |
| 2006 | Campionati sudamericani    | Tunja          | Salto in lungo | Argento   | 6,51 m      |                                          |
| 2006 | Campionati sudamericani    | Tunja          | Salto triplo   | Argento   | 13,91 m     | Record nazionale                         |
| 2006 | Giochi sudamericani        | Buenos Aires   | Salto in alto  | Argento   | 1,85 m      |                                          |
| 2006 | Giochi sudamericani        | Buenos Aires   | Salto in lungo | Oro       | 6,32 m      |                                          |
| 2006 | Giochi sudamericani        | Buenos Aires   | Salto triplo   | Argento   | 13,26 m     |                                          |
| 2007 | Campionati sudamericani    | San Paolo      | Salto in alto  | Oro       | 1,84 m      |                                          |
| 2007 | Campionati sudamericani    | San Paolo      | Salto in lungo | Bronzo    | 6,18 m      |                                          |
| 2007 | Giochi panamericani        | Rio de Janeiro | Salto in alto  | 4ª        | 1,87 m      |                                          |
| 2008 | Campionati ibero-americani | Iquique        | Salto in alto  | Argento   | 1,85 m      |                                          |
| 2008 | Campionati CAC             | Cali           | Salto in alto  | Argento   | 1,88 m      |                                          |
| 2008 | Campionati CAC             | Cali           | Salto triplo   | 6ª        | 13,04 m     |                                          |
| 2009 | Campionati sudamericani    | Lima           | Salto in alto  | Oro       | 1,88 m      |                                          |
| 2009 | Campionati sudamericani    | Lima           | Salto triplo   | Oro       | 13,93 m     |                                          |
| 2009 | Mondiali                   | Berlino        | Salto in alto  | 26ª (q)   | 1,85 m      |                                          |
| 2010 | Campionati ibero-americani | San Fernando   | Salto triplo   | Argento   | 14,29 m     |                                          |
| 2010 | Giochi CAC                 | Mayagüez       | Salto in lungo | 4ª        | 6,29 m      |                                          |
| 2010 | Giochi CAC                 | Mayagüez       | Salto triplo   | Argento   | 14,10 m     |                                          |
| 2011 | Campionati sudamericani    | Buenos Aires   | Salto in lungo | Bronzo    | 6,45 m      |                                          |
| 2011 | Campionati sudamericani    | Buenos Aires   | Salto triplo   | Oro       | 14,59 m     |                                          |
| 2011 | Mondiali                   | Taegu          | Salto triplo   | Bronzo    | 14,84 m     |                                          |
| 2011 | Giochi panamericani        | Guadalajara    | Salto in lungo | Bronzo    | 6,63 m      | Record nazionale                         |
| 2011 | Giochi panamericani        | Guadalajara    | Salto triplo   | Oro       | 14,92 m     | Record dei Giochi                        |
| 2012 | Giochi olimpici            | Londra         | Salto triplo   | Argento   | 14,80 m     |                                          |
| 2013 | Mondiali                   | Mosca          | Salto triplo   | Oro       | 14,85 m     | Miglior prestazione mondiale stagionale  |
| 2014 | Giochi CAC                 | Veracruz       | Salto triplo   | Oro       | 14,57 m     | Record dei Giochi                        |
| 2015 | Giochi panamericani        | Toronto        | Salto triplo   | Oro       | 15,08 m     |                                          |
| 2015 | Mondiali                   | Pechino        | Salto triplo   | Oro       | 14,90 m     | Miglior prestazione personale stagionale |
| 2016 | Giochi olimpici            | Rio de Janeiro | Salto triplo   | Oro       | 15,17 m     | Miglior prestazione personale stagionale |
| 2017 | Mondiali                   | Londra         | Salto triplo   | Argento   | 14,89 m     | Miglior prestazione personale stagionale |
| 2018 | Giochi CAC                 | Barranquilla   | Salto in lungo | Oro       | 6,83 m      |                                          |
| 2018 | Giochi CAC                 | Barranquilla   | Salto triplo   | Oro       | 14,92 m     | Record dei Giochi                        |
| 2019 | Giochi panamericani        | Lima           | Salto in lungo | 5ª        | 6,54 m      |                                          |
| 2019 | Mondiali                   | Doha           | Salto triplo   | Bronzo    | 14,73 m     |                                          |
| 2021 | Giochi olimpici            | Tokyo          | Salto triplo   | 10ª       | 14,25 m     |                                          |

## Altre competizioni internazionali
2013
- Vincitrice della Diamond League nella specialità del salto triplo (28 punti)

2014
- Oro in Coppa continentale ( Marrakech), salto triplo - 14,52 m
- Vincitrice della Diamond League nella specialità del salto triplo (28 punti)

2015
- Vincitrice della Diamond League nella specialità del salto triplo (28 punti)

2016
- Vincitrice della Diamond League nella specialità del salto triplo (76 punti)

2018
- Oro in Coppa continentale ( Ostrava), salto in lungo - 6,93 m
- Oro in Coppa continentale ( Ostrava), salto triplo - 14,76 m
- Vincitrice della Diamond League nella specialità del salto in lungo
- Vincitrice della Diamond League nella specialità del salto triplo

## Riconoscimenti
- Atleta mondiale dell'anno (2018)